# Sun Zhihong
Sun Zhihong (en chino, 孙智宏; pinyin, Sūn Zhìhóng; Wade-Giles, Sun Chihhung, nacido el 16 de octubre de 1965) es un matemático chino que trabaja principalmente en teoría de números, combinatoria y teoría de grafos.
Sun y su hermano gemelo Sun Zhiwei demostraron un teorema sobre lo que ahora se conoce como Número primo de Wall-Sun-Sun que guio la búsqueda de contraejemplos para el último teorema de Fermat.